# 99式自走155mmりゅう弾砲
99式自走155mmりゅう弾砲（きゅうきゅうしきじそう155ミリりゅうだんぽう) は、日本の陸上自衛隊が75式自走155mmりゅう弾砲の後継として開発した、戦後第三世代の自走榴弾砲である。
防衛省は広報向け愛称をロングノーズ、略称を99HSPとしており、配備部隊内では99式15榴やSPとも通称される。

## 開発
1985年（昭和60年）から、75式自走155mmりゅう弾砲の後継として研究開発が開始された。当初は75式自走155mmりゅう弾砲の砲身長（30口径）を、39口径に換装することを検討していた。しかし、射撃管制装置の更新などの要求が出たために、車体も1987年（昭和62年）度から89式装甲戦闘車をベースに新規開発される事となり、車体は三菱重工業、主砲と砲塔を日本製鋼所が開発を担当した。
1992年（平成4年）度までに、50数億円を費やし部分試作を完了し、1994年（平成6年）度には装備化を前提とした開発に移行。
1996年（平成8年）度までに技術試験、1998年（平成10年）度までに実用試験を完了させ、1999年（平成11年）度に教育部隊向けの4両を皮切りに調達が開始された。

## 設計

### 車体

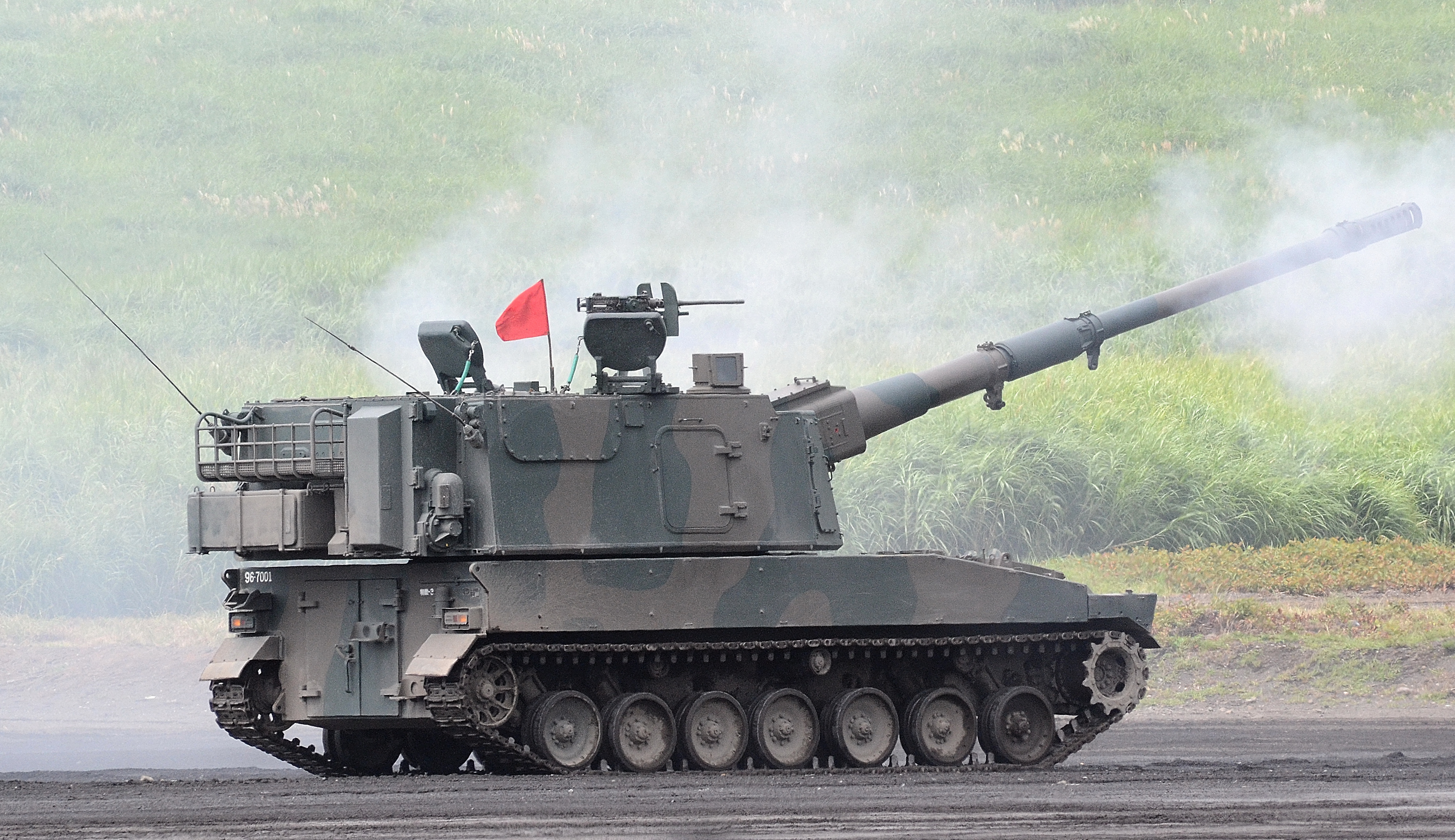
右側面後方から見る射撃中の本車

75式自走155mmりゅう弾砲の後継車両であり、車体は89式装甲戦闘車の車体を流用し、転輪を上下各1つ加えて延長している。車体前部の右側に操縦席があり、3基のペリスコープが備えられている。その左側には機関室が配置されており、89式装甲戦闘車と同じディーゼルエンジンを搭載する。
機関室の上面は、排気口と給油口になっている。車体後部は戦闘室となっており、その上に日本製鋼所が製作した大型の箱型砲塔が載る。砲塔はアルミ合金製で、上面左右に昇降用ハッチがあるが、側面にも左右2枚ずつの扉を有する。
砲塔の配置は、右側に前から砲手、車長が座り、左側に装填手が座る。砲塔後部のパネルはボルト留めになっており、自動装填装置の整備時には取外すことができる。

### 兵装

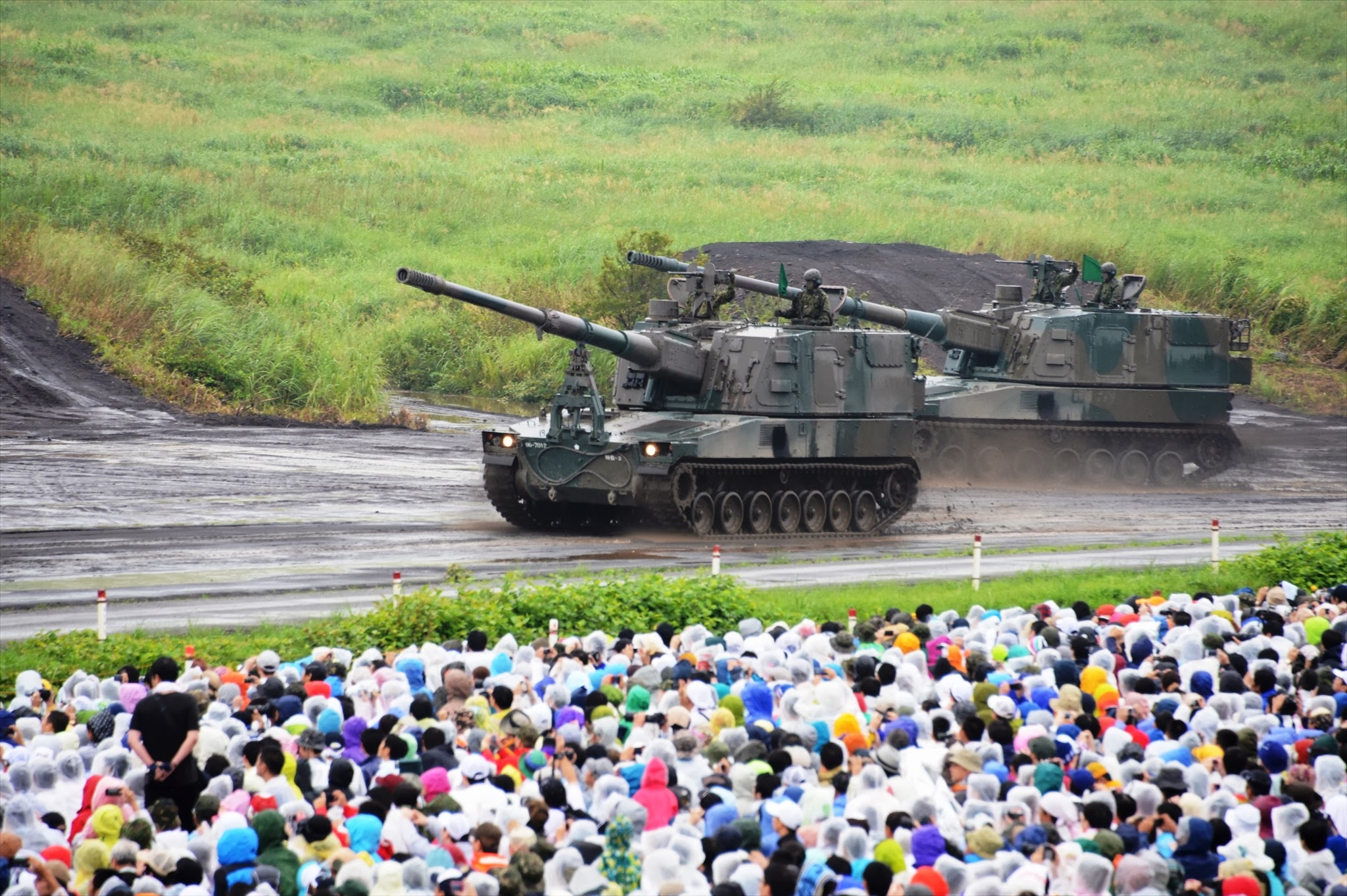
富士総合火力演習に参加している様子

口径は、75式自走155mmりゅう弾砲と同じ155mmで、砲身長は30口径から52口径に延長されている。戦車と異なり砲身にスタビライザー等はなく、当然移動間の射撃は不可能であるため、砲身は停車して射撃する時以外はトラベリングクランプにより固定されている。トラベリングクランプは2組付いており、全自動で開放、固定の操作が可能である。駐退復座機構の油圧を制御することで、砲身を後座して格納した状態にすることもできる。
最大射程は約30kmと75式自走155mmりゅう弾砲の1.5倍以上に延びている。93式長射程りゅう弾（ベースブリード弾）使用時の最大射程は約40km。一時は、散布式の子弾を有する03式155mmりゅう弾砲用多目的弾も開発され、配備されていた。子弾は成形炸薬であり、軽装甲車両に対する攻撃力も有し、被害範囲は100m四方とされている。クラスター弾に関する条約に抵触するため、廃棄された。
自動装填式であるが、装填は任意の角度で行うことができ、主砲を一定の角度に戻して装填する必要があった75式自走155mmりゅう弾砲に比べて、迅速な装填を可能にしている。さらに、砲弾のみ自動装填であった75式自走155mmりゅう弾砲に対し、砲弾と共にユニ・チャージ式の装薬も自動で装填され、最大で毎分6発以上、3分間で18発以上の発射速度を有する。
アメリカ陸軍の自走榴弾砲であるM109A6は、機械的な補助はあるものの砲弾、装薬、火管の装填がすべて手動であり、99式自走155mmりゅう弾砲は技術的に進んでいるといえる。特に装薬の装填も自動化した自走榴弾砲は世界的にも珍しく、ドイツのPzH2000やイギリスのAS-90でも実用化には至っていない。
また、砲塔右後部のハッチ前に、本車への給弾専用に開発された99式弾薬給弾車を連結することで、自動で弾薬を補給し、継続的な発射速度を向上させる事ができる。
なお、FH70 155mmりゅう弾砲の後継として開発された19式装輪自走155mmりゅう弾砲において低コスト化のため99式自走155mmりゅう弾砲の155mm砲の技術を流用している。
このほか、自衛用として、砲手ハッチに12.7mm重機関銃M2を1丁装備する。

### 射撃
榴弾砲は間接照準射撃（目視できない敵に対する射撃）のために作られた砲であり、自衛目的などで行われる直接照準射撃（敵を目視して行う射撃）を除いては基本的に単体で照準を行うことが出来ない。敵および弾着の確認を行う射弾観測部隊と、射撃に使用する方位角や射角を計算する射撃指揮所 （FDC）、そして、それらの部隊と射撃部隊を繋ぐ通信システムが射撃において必要となる。
前任の75式自走155mmりゅう弾砲は、自己位置の標定に測量が必要であり、射撃に必要な方位角を入力(射向付与)するには、方向盤(Aiming Circle、方位磁針により正確な方位角を測定する装置)と各火砲に搭載されたパノラマ眼鏡の反覘（はんてん）法および照準点となるコリメーターや標桿等の設置が必要となっていた。また、射撃指揮所(FDC)で計算された射角や方位角、信管の調整は無線や有線により音声で各火砲に伝えられていた。
このような人間によるアナログ方式の照準は陣地進入から射撃までの時間がかかり、また諸元の入力ミスや弾着の誤差が発生しやすい欠点がある。北大西洋条約機構や陸上自衛隊で射撃に使用される単位「ミル」は、円周を6400等分した単位で、1ミル間違えるだけで1km先で約1m、10km先では約10mの弾着のズレが生じてしまう。2013年（平成25年）には北海道の矢臼別演習場で訓練を行っていたアメリカ海兵隊がパノラマ眼鏡の操作を誤り20度ずれた状態で射撃を行うという事件も発生している。
99式自走155mmりゅう弾砲に関しては、コリメーターなどを使わずに射撃をしていることから、慣性航法装置（INS）もしくは衛星測位システムを使用した自己位置、方位角の標定を行っていると考えられている。ただし、砲塔上面にはパノラマ眼鏡があるため、方向盤とコリメーターを使った射向付与も可能である。射撃管制装置は、陸上自衛隊の特科部隊用戦術データ・リンクシステムである野戦特科射撃指揮装置（FADAC、ファダック）に対応しており、さらに高度な機能として、射撃指揮所の遠隔操作による自動標定、自動照準、自動装填、自動発射が可能とされる。
近年の砲兵戦では、対砲迫レーダー、火光標定、音源標定、無人偵察機などの各種観測装置と戦術データ・リンクの発達により、砲迫の攻撃を受けると瞬時に射撃位置が標定され、反撃が実施される体制が確立されているため、短時間の射撃の後に陣地変換をする場合が多くなっている（シュート・アンド・スクート）。99式自走155mmりゅう弾砲は行進、射撃準備、射撃、撤去の一連の動作を機械力により大幅に自動化することで現代戦に対応している。
|        | 測量および反覘法                                                                              | 慣性航法装置                                                             | 衛星測位システム                                                            |
| ------ | --------------------------------------------------------------------------------------------- | ------------------------------------------------------------------------ | --------------------------------------------------------------------------- |
| 仕組み | 観測部隊による測量で自己位置を測定し、パノラマ眼鏡 方向盤、コリメーター等で方位角を入力する。 | 加速度計とジャイロスコープによって 自己位置や方位角を測定する。          | 航法衛星が航法信号を送信し それを受信することで自己位置や方位角を測定する。 |
| 利点   | ①通信妨害の影響を受けない ②電源や動力装置が不要                                               | ①通信妨害の影響を受けない ②移動中も測位可能                              | ①移動中も測位可能 ②準天頂衛星システムにより更なる精度向上が見込める         |
| 欠点   | ①大量の時間、機材、人員を要する ②使用者の練度が精度に影響を与える                             | ①移動距離に比例して精度が悪化する ②定期的にGPSや測量による座標更新が必要 | ①通信妨害の影響を受ける ②ASATで衛星が破壊される危険がある                   |

## 比較
|          | M109A6                                             | AS-90                                                                             | PzH.2000                                              | 99式                          | K9A1                                                                                               | 05式                                                                   | 2S35                |
| -------- | -------------------------------------------------- | --------------------------------------------------------------------------------- | ----------------------------------------------------- | ----------------------------- | -------------------------------------------------------------------------------------------------- | ---------------------------------------------------------------------- | ------------------- |
| 画像     |                                                    |                                                                                   |                                                       |                               | |                                                                        |                     |
| 全長     | 9.1 m                                              | 9.07 m                                                                            | 11.67 m                                               | 11.3 m                        | 12 m                                                                                               | 11.6 m                                                                 | 11.9 m              |
| 全幅     | 3.1 m                                              | 3.5 m                                                                             | 3.58 m                                                | 3.2 m                         | 3.4 m                                                                                              | 3.38 m                                                                 | 3.58 m              |
| 全高     | 3.2 m                                              | 2.49 m                                                                            | 3.46 m                                                | 3.1 m                         | 3.5 m                                                                                              | 3.55 m                                                                 | 2.98 m              |
| 重量     | 29 t                                               | 45 t                                                                              | 55.3 t                                                | 40 t                          | 47 t                                                                                               | 35 t                                                                   | 48 - 55 t           |
| 主砲     | 39口径155mm砲                                      | 39口径155mm砲 ※改修型は52口径                                                     | 52口径155mm砲                                         | 52口径155mm砲                 | 52口径155mm砲                                                                                      | 52口径155mm砲 ※輸出仕様は54口径                                        | 152mm砲             |
| 副武装   | 12.7mm重機関銃×1                                   | 7.62mm機関銃×1                                                                    | 7.62mm機関銃×1                                        | 12.7mm重機関銃×1              | 12.7mm重機関銃×1                                                                                   | 12.7mm重機関銃×1                                                       | 12.7mm重機関銃RWS×1 |
| 最大射程 | 24 km（M107弾） 30 km（RAP弾） 40 km（M982誘導弾） | 初期型 24.7 km（M107弾） 30 km（RAP弾） 改修型 30 km（M107弾） 40 km以上（RAP弾） | 36 km (DM121弾) 47 km (M1711弾) 67 km (M2005 V-LAP弾) | 30 km（M107弾） 40 km（BB弾） | 18 km(M107弾) 30 km(RAP弾) 36 km(K310弾) 40 km(K307弾) 53 km(XM1113) 54 km(K315弾) 60 km(K315 ERM) | 20 km (レーザー誘導) 39 km (ERFB-BB) 50 km (ERFB-BB-RA) 100 km (WS-35) | 不明                |
| 射撃速度 | 4発/分                                             | 6発/分                                                                            | 8発/分                                                | 6発/分以上                    | 6 - 8発/分                                                                                         | 10発/分 (PLZ-05) 8発/分 (PLZ-52)                                       | 不明                |
| 最大出力 | 405 hp                                             | 660 hp                                                                            | 1,000 hp                                              | 600 hp                        | 1,000 hp                                                                                           | 800 - 1,000 hp                                                         | 1,000 hp            |
| 最高速度 | 64 km/h                                            | 53 km/h                                                                           | 60 km/h                                               | 49.6 km/h                     | 67 km/h                                                                                            | 56 km/h(PLZ-05) 65 km/h(PLZ-52)                                        | 67 km/h             |
| 乗員数   | 4名                                                | 5名                                                                               | 5名                                                   | 4名                           | 5名                                                                                                | 4名                                                                    | 3名                 |

## 配備

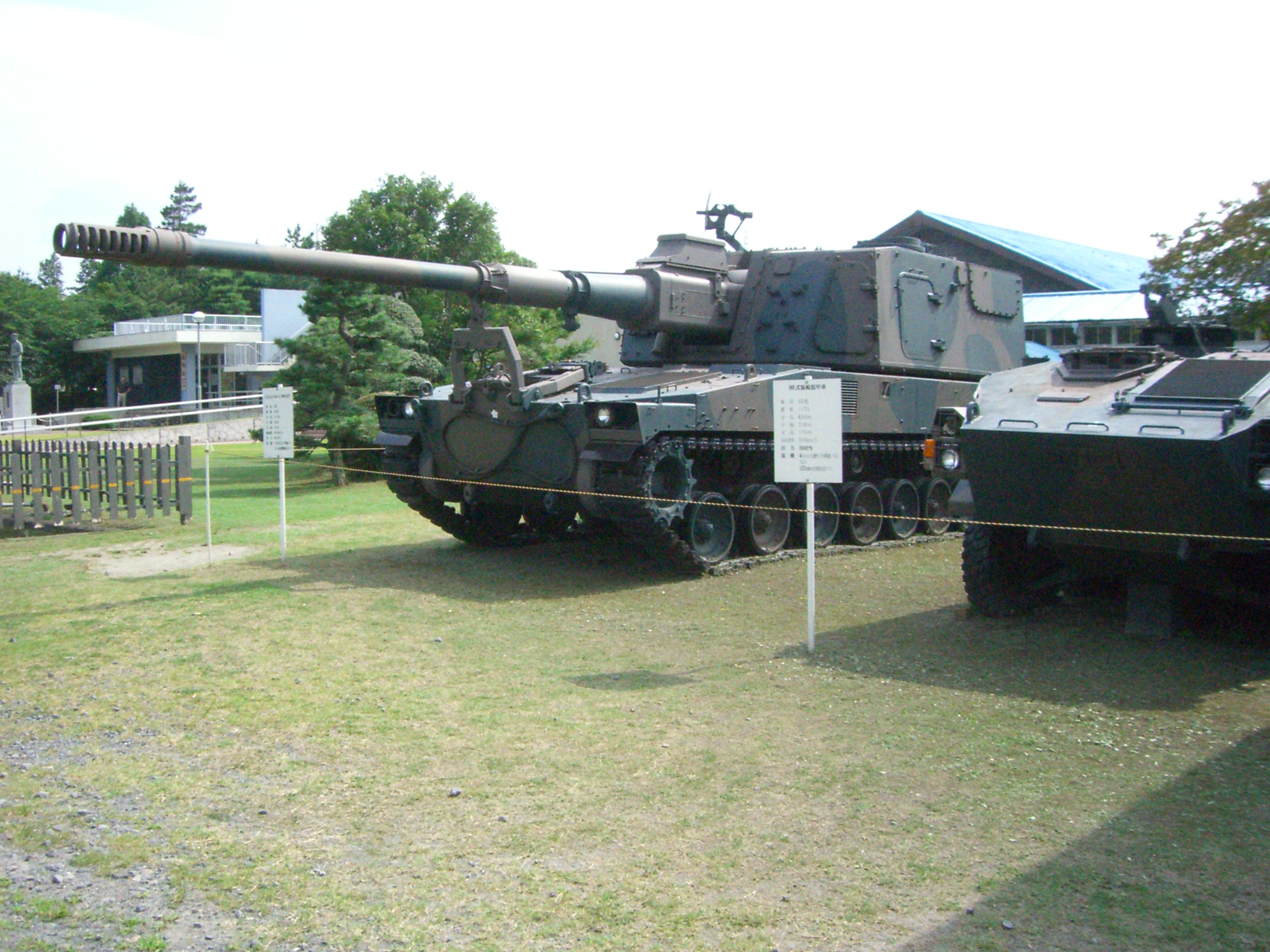
土浦駐屯地に展示されている試作車

一両あたりの調達価格が9億6,000万円と高額なため、年間の調達数は数両に留まっている。調達した車両のうち2両が2001年（平成13年）に発生した貨物船の沈没事故で海没している。
2013年（平成25年）度をもって北海道内での換装を終了。北海道内の師団旅団の野戦特科部隊は99式自走155mmりゅう弾砲を装備運用している。ただし、「平成23年度以降に係る防衛計画の大綱について」（22大綱）において火砲の定数が400門に削減され、「平成26年度以降に係る防衛計画の大綱について」（25大綱）では、300門に削減されたため、全ての75式自走155mmりゅう弾砲を更新するほどの生産は行われない。
| 予算計上年度         | 調達数 |
| -------------------- | ------ |
| 平成11年度（1999年） | 4両    |
| 平成12年度（2000年） | 7両    |
| 平成13年度（2001年） | 6両    |
| 平成14年度（2002年） | 7両    |
| 平成15年度（2003年） | 8両    |
| 平成16年度（2004年） | 8両    |
| 平成17年度（2005年） | 7両    |
| 平成18年度（2006年） | 7両    |
| 平成19年度（2007年） | 8両    |
| 平成20年度（2008年） | 8両    |
| 平成21年度（2009年） | 8両    |
| 平成22年度（2010年） | 9両    |
| 平成23年度（2011年） | 6両    |
| 平成24年度（2012年） | 6両    |
| 平成25年度（2013年） | 6両    |
| 平成26年度（2014年） | 6両    |
| 平成27年度（2015年） | 6両    |
| 平成28年度（2016年） | 6両    |
| 平成29年度（2017年） | 6両    |
| 平成30年度（2018年） | 7両    |
| 合計                 | 136両  |

### 配備部隊・機関
陸上自衛隊富士学校
- 富士教導団
  - 特科教導隊
    - 第3射撃中隊

陸上自衛隊武器学校
北部方面隊
- 第2師団
  - 第2特科連隊 - 11個射撃中隊
- 第5旅団
  - 第5特科隊 - 3個射撃中隊
- 第7師団
  - 第7特科連隊 - 8個射撃中隊
- 第11旅団
  - 第11特科隊 - 3個射撃中隊
- 北部方面混成団
  - 第1陸曹教育隊
    - 特科教育中隊

## 登場作品

### 映画
『シン・ゴジラ』
日本映画初登場。ゴジラの東京都内侵入を防ぐために行われたB-2号計画「タバ作戦」に投入され、フェーズ2にて、武蔵小杉近辺でゴジラを迎撃する陸上自衛隊地上部隊への直接火力支援を行う。
陸上自衛隊の協力により、特科教導隊の車両を撮影した映像を加工したものが実景と合成されて使用されている。

### 小説
『MM9』
第3巻に登場。チルゾギーニャ遊星人が操る怪獣軍団を迎撃すべく、ひたちなか市のひたち海浜公園付近に展開し、国営ひたち海浜公園から出現した怪獣11号「ギガント」を10式戦車とともに迎撃するが、ギガントの周囲に張られた円筒型バリヤーによって砲撃を防がれてしまう。
『日本国召喚』
第7師団所属車両が登場。第1巻ではMLRSと共にロウリア王国東方征伐軍東部諸侯団を攻撃して殲滅する他、王都攻略戦では90式戦車を援護するため王都防衛隊に攻撃を加える。第6巻ではムー国に派遣され、グラ・バルカス帝国第4機甲師団を砲撃する。
また第5巻では99式の砲身や自動装填装置を流用して複合装甲で防護した新開発の砲塔に搭載し、そこに新開発のFCSや砲制御機構を組み合わせて艦載砲化した「52口径155mm三連装砲」が登場。大破したムー国の戦艦「ラ・カサミ」を呉で修復した「ラ・カサミ改」の前部主砲として装備され、ムー首都オタハイトに進攻するグラ・バルカス帝国海軍第52地方艦隊分遣隊に使用される。
『お前はまだグンマを知らない』
第12特科連隊所属の車体として中央即応連隊と共に登場。

### ゲーム
『大戦略シリーズ』
日本もしくはN国の装備として登場。75式自走155mmりゅう弾砲と違い、移動後に攻撃が可能。
『War Thunder』
日本ツリーに自走砲として75式自走155mmりゅう弾砲の次の車両として登場

### その他
『ウェポン・フロントライン 陸上自衛隊 最新鋭戦車! 陸戦の王者たち』
第2特科連隊所属車両が登場。陸上自衛隊の全面協力で実物の取材が行われており、矢臼別演習場で行われた1個中隊による実弾射撃訓練での陣地占領、基準砲による試し撃ち、弾着修正からの効力射、射撃後の陣地移動などの様子が映されている。